# Basquetebol nos Jogos Olímpicos de Verão de 2016
O torneio de basquetebol nos Jogos Olímpicos de Verão de 2016 foi disputado entre 6 a 21 de agosto de 2016. 
Foram utilizadas para a competição duas instalações permanentes construídas especificamente para os Jogos Olímpicos, a Arena da Juventude (utilizada para algumas partidas da fase preliminar do torneio feminino) e a Arena Carioca 1 que faz parte do Complexo Olímpico da Barra e foi o palco principal da modalidade.

## Eventos
- Torneio masculino (12 equipes)
- Torneio feminino (12 equipes)

## Qualificação

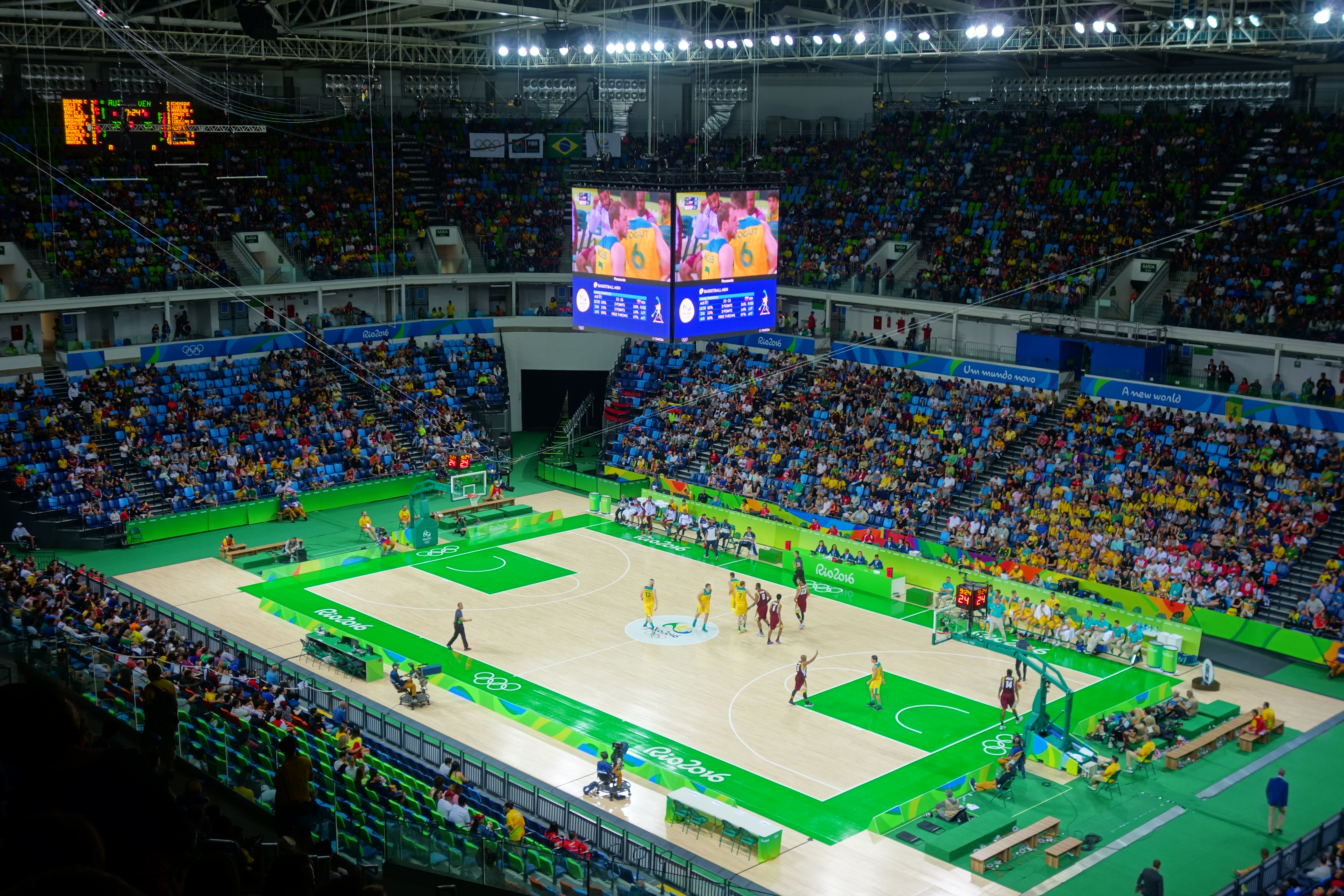
A Arena Carioca 1 sediou os principais jogos dos torneios de basquetebol.

Masculino
| Método                        | Data                        | Local                | Vagas | Classificado          |
| ----------------------------- | --------------------------- | -------------------- | ----- | --------------------- |
| País sede                     | 7–8 de agosto de 2015       | Tóquio               | 1     | Brasil                |
| Copa do Mundo de 2014         | 31 de agosto–14 de setembro | Espanha              | 1     | Estados Unidos        |
| Campeonato da Oceania de 2015 | 15–18 de agosto             | Melbourne Wellington | 1     | Austrália             |
| Afrobasket de 2015            | 19–30 de agosto             | Tunísia              | 1     | Nigéria               |
| Copa América de 2015          | 31 de agosto–12 de setembro | Cidade do México     | 2     | Venezuela · Argentina |
| EuroBasket de 2015            | 5–20 de setembro            | 4 países             | 2     | Espanha · Lituânia    |
| Campeonato Asiático de 2015   | 23 de setembro–3 de outubro | Changsha             | 1     | China                 |
| Pré-Olímpico Mundial de 2016  | 5–11 de julho               | Belgrado             | 1     | Sérvia                |
| Pré-Olímpico Mundial de 2016  | 5–11 de julho               | Pasay                | 1     | França                |
| Pré-Olímpico Mundial de 2016  | 5–11 de julho               | Turim                | 1     | Croácia               |

Feminino
| Método                        | Data                        | Local              | Vagas | Classificado   |
| ----------------------------- | --------------------------- | ------------------ | ----- | -------------- |
| País sede                     | 7–8 de agosto de 2015       | Tóquio             | 1     | Brasil         |
| Campeonato Mundial de 2014    | 25 de setembro–5 de outubro | Turquia            | 1     | Estados Unidos |
| EuroBasket de 2015            | 11–18 de junho              | vários             | 1     | Sérvia         |
| Copa América de 2015          | 9–16 de agosto              | Edmonton           | 1     | Canadá         |
| Campeonato da Oceania de 2015 | 15–17 de agosto             | Melbourne Tauranga | 1     | Austrália      |
| Campeonato Asiático de 2015   | 29 de agosto–5 de setembro  | Wuhan              | 1     | Japão          |
| Afrobasket de 2015            | 24 de setembro–3 de outubro | Yaoundé            | 1     | Senegal        |
| Pré-Olímpico Mundial de 2016  | 13–19 de junho              | Nantes             | 5     | China          |
| Pré-Olímpico Mundial de 2016  | 13–19 de junho              | Nantes             | 5     | Espanha        |
| Pré-Olímpico Mundial de 2016  | 13–19 de junho              | Nantes             | 5     | Turquia        |
| Pré-Olímpico Mundial de 2016  | 13–19 de junho              | Nantes             | 5     | França         |
| Pré-Olímpico Mundial de 2016  | 13–19 de junho              | Nantes             | 5     | Bielorrússia   |

## Calendário
|             | Agosto | Agosto | Agosto | Agosto | Agosto | Agosto | Agosto | Agosto | Agosto | Agosto | Agosto | Agosto | Agosto | Agosto | Agosto | Agosto | Agosto | Agosto | Agosto |
| Basquetebol | 3      | 4      | 5      | 6      | 7      | 8      | 9      | 10     | 11     | 12     | 13     | 14     | 15     | 16     | 17     | 18     | 19     | 20     | 21     |
| ----------- | ------ | ------ | ------ | ------ | ------ | ------ | ------ | ------ | ------ | ------ | ------ | ------ | ------ | ------ | ------ | ------ | ------ | ------ | ------ |
| Feminino    |        |        |        | FG     |        | FG     |        | FG     |        | FG     |        | FG     |        | QF     |        | SF     |        | F      |        |
| Masculino   |        |        |        |        | FG     |        | FG     |        | FG     |        | FG     |        | FG     |        | QF     |        | SF     |        | F      |

|  | Dia de competição |  | Dia de final |

## Medalhistas
No torneio masculino, pela terceira vez consecutiva, o ouro e título olímpico foi para os Estados Unidos que derrotaram a Sérvia na final. Já a Espanha superou a Austrália e garantiu o bronze.
O ouro do torneio feminino foi para os Estados Unidos (sexto título olímpico seguido) depois do triunfo sobre a Espanha na final. A Sérvia derrotou a França para ficar com o bronze.
| Evento             | Ouro | Prata | Bronze |
| ------------------ | --- | --- | --- |
| Masculino Detalhes | Jimmy Butler Kevin Durant DeAndre Jordan Kyle Lowry Harrison Barnes DeMar DeRozan Klay Thompson Kyrie Irving DeMarcus Cousins Paul George Draymond Green Carmelo Anthony USA Estados Unidos         | Miloš Teodosić Marko Simonović Bogdan Bogdanović Stefan Marković Nikola Kalinić Nemanja Nedović Stefan Birčević Miroslav Raduljica Nikola Jokić Vladimir Štimac Stefan Jović Milan Mačvan SRB Sérvia | Pau Gasol Rudy Fernández Sergio Rodríguez Juan Carlos Navarro José Manuel Calderón Felipe Reyes Víctor Claver Ricky Rubio Fernando San Emeterio Sergio Llull Álex Abrines Nikola Mirotić Guillermo Hernangómez ESP Espanha |
| Feminino Detalhes  | Lindsay Whalen Seimone Augustus Sue Bird Maya Moore Angel McCoughtry Breanna Stewart Tamika Catchings Elena Delle Donne Diana Taurasi Sylvia Fowles Tina Charles Brittney Griner USA Estados Unidos | Leticia Romero Laura Nicholls Silvia Domínguez Alba Torrens Laia Palau Marta Xargay Leonor Rodríguez Lucila Pascua Anna Cruz Laura Quevedo Laura Gil Astou Ndour ESP Espanha                         | Tamara Radočaj Sonja Petrović Saša Čađo Sara Krnjić Nevena Jovanović Jelena Milovanović Dajana Butulija Dragana Stanković Aleksandra Crvendakić Milica Dabović Ana Dabović Danielle Page SRB Sérvia                        |

## Quadro de medalhas
| Ordem | País               | Medalha de ouro | Medalha de prata | Medalha de bronze |   | Ordem por total |
| ----- | ------------------ | --------------- | ---------------- | ----------------- | - | --------------- |
| 1     | USA Estados Unidos | 2               |                  |                   | 2 | 1               |
| 2     | ESP Espanha        |                 | 1                | 1                 | 2 | 1               |
|       | SRB Sérvia         |                 | 1                | 1                 | 2 | 1               |
| TOTAL | TOTAL              | 2               | 2                | 2                 | 6 | —               |